# Lejb-Gwardyjski Keksholmski Pułk

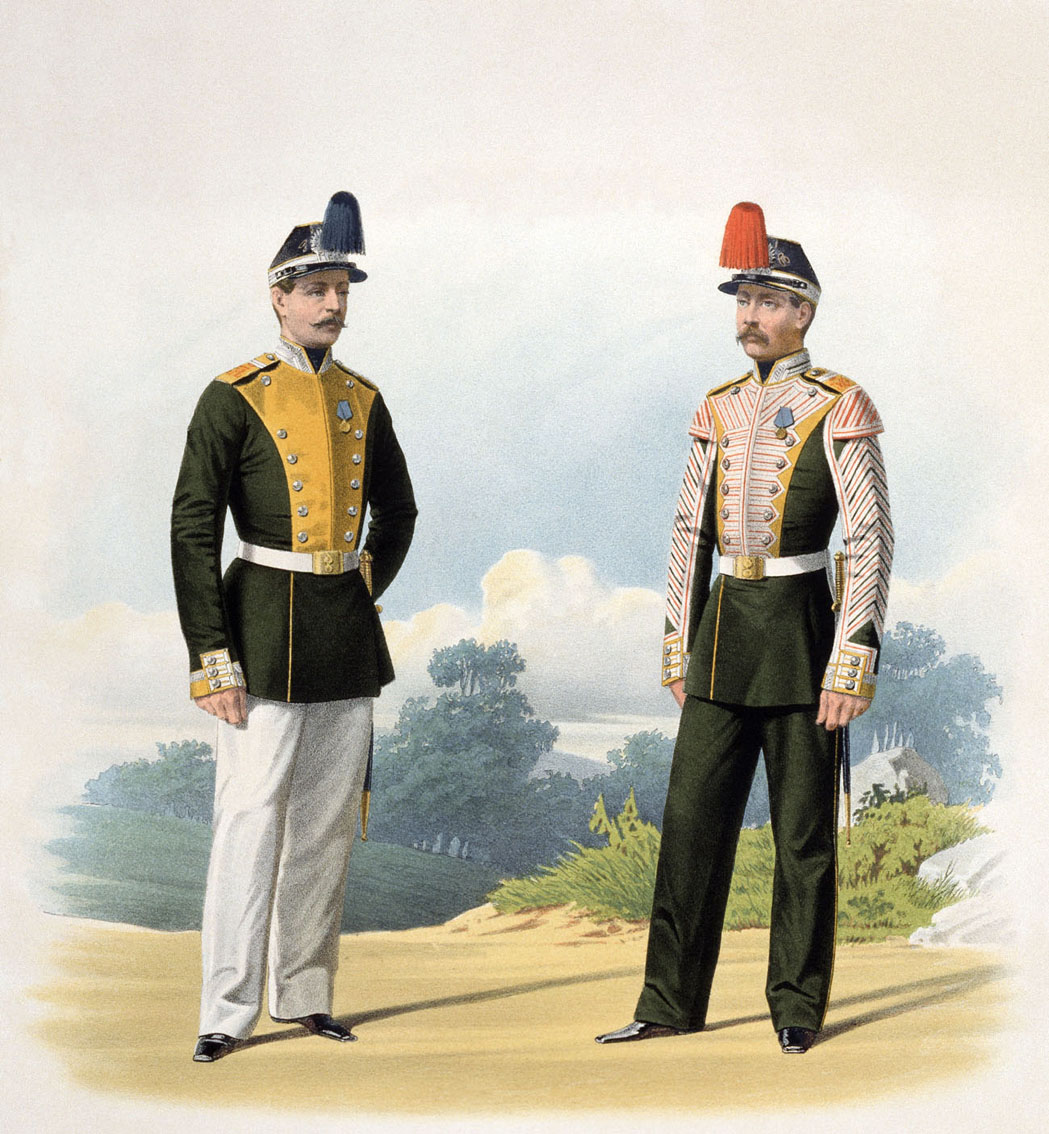
Podoficer Keksholmskiego Pułku (1862)

Lejb-Gwardyjski Keksholmski Pułk im. Cesarza Austriackiego (ros. Лейб-гвардии Кексгольмский Императора Австрийского полк) – pułk piechoty okresu Imperium Rosyjskiego, sformowany 29 czerwca 1710, rozformowany w 1918. Nazwa pochodzi od miasta Keksholm (obecnie Prioziersk).

## Opis
Wielokrotnie przemianowywany, głównie po zmianach na stanowisku dowódcy pułku.
Ok. 1875 od koszar na Mokotowie, w których stacjonował pułk, nazwano pobliskie rondo (obecnie plac Unii Lubelskiej).
Święto pułkowe: 29 czerwca (rocznica sformowania). Dyslokacja w 1914: Warszawa.

## Przyporządkowanie 1 stycznia 1914
- 23 Korpus Armijny (23 АК, 23 армейский корпус), Warszawa
  - 3 Dywizja Piechoty Gwardii (3-я гв. пех. див.), Warszawa
    - Lejb-Gwardyjski Keksholmski Pułk